# ミラー対カリフォルニア州事件
ミラー対カリフォルニア州事件（ミラーたいカリフォルニアしゅうじけん、Miller v. California）413 U.S. 15 (1973)は、わいせつの定義を「社会に償還する価値が全くない」ものから「真面目な文学的、芸術的、政治的または科学的価値を欠いている」ものに変更した合衆国最高裁判所の画期的な判決。これは現在、3支基準、またはミラー基準と呼ばれている。

## 関連文献
- Tuman, Joseph (2003). “Miller v. California”. In Parker, Richard A.. Free Speech on Trial: Communication Perspectives on Landmark Supreme Court Decisions. Tuscaloosa, Alabama: University of Alabama Press. pp. 187–202. ISBN 0-8173-1301-X